# Xinping (köping i Kina, Shanxi)
Xinping (kinesiska: 新平, 新平镇) är en köping i Kina. Den ligger i provinsen Shanxi, i den norra delen av landet, omkring 340 kilometer nordost om provinshuvudstaden Taiyuan. Antalet invånare är 12 108. Befolkningen består av 5 709 kvinnor och 6 399 män. Barn under 15 år utgör 14,0 %, vuxna 15-64 år 72 %, och äldre över 65 år 13,0 %.
Genomsnittlig årsnederbörd är 588 millimeter. Den regnigaste månaden är juli, med i genomsnitt 146 mm nederbörd, och den torraste är december, med 3 mm nederbörd.